# Teinobasis samaritis
Teinobasis samaritis är en trollsländeart som beskrevs av Friedrich Ris 1915. Teinobasis samaritis ingår i släktet Teinobasis och familjen dammflicksländor. IUCN kategoriserar arten globalt som livskraftig. Inga underarter finns listade i Catalogue of Life.